# Garmin Sharp/2014

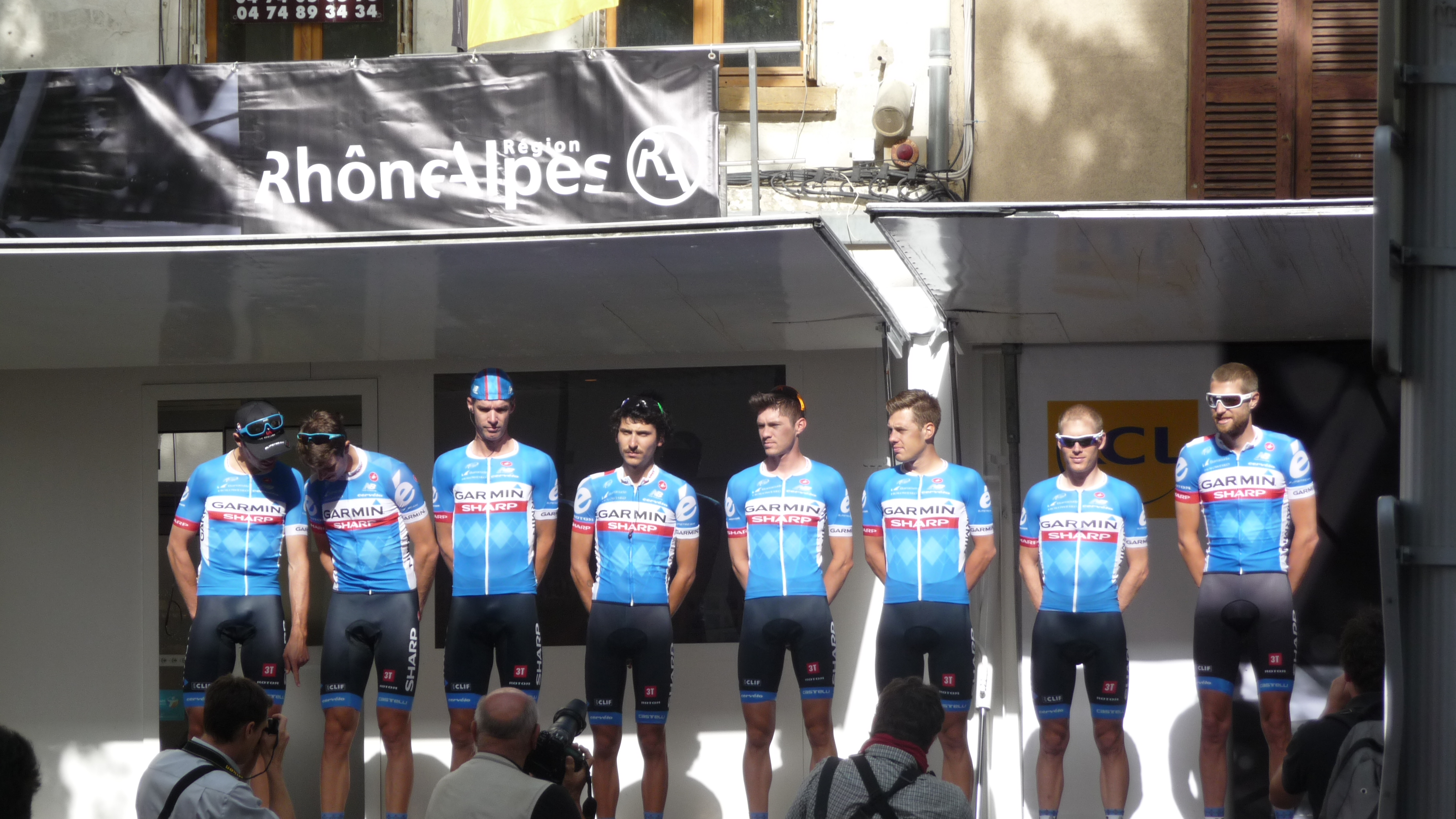
Ploeg van Garmin Sharp 2014

Deze pagina geeft een overzicht van Team Garmin-Sharp wielerploeg in 2014.

## Algemeen
Algemeen manager: Jonathan Vaughters
Ploegleiders: Chann McRae, Geert Van Bondt, Eric Van Lancker, Charles Wegelius, Johnny Weltz
Fietsmerk: Cervélo
Kleding: Castelli
Kopmannen: Ryder Hesjedal, Andrew Talansky

## Renners
| Naam                     | Geboortedatum | Nationaliteit       | Ploeg 2013                |
| ------------------------ | ------------- | ------------------- | ------------------------- |
| Janier Acevedo           | 06-12-1985    | Colombia            | Jamis-Hagens Berman       |
| Dylan van Baarle         | 21-05-1992    | Nederland           | Rabobank Development Team |
| Jack Bauer               | 07-04-1985    | Nieuw-Zeeland       |                           |
| Nathan Brown             | 07-07-1991    | Verenigde Staten    | Bontrager Cycling Team    |
| André Cardoso            | 03-09-1984    | Portugal            | Caja Rural-Seguros RGA    |
| Tom Danielson            | 13-03-1978    | Verenigde Staten    |                           |
| Thomas Dekker            | 06-09-1984    | Nederland           |                           |
| Rohan Dennis (tot 31/07) | 28-05-1990    | Australië           |                           |
| Caleb Fairly             | 19-02-1987    | Verenigde Staten    |                           |
| Tyler Farrar             | 02-06-1984    | Verenigde Staten    |                           |
| Koldo Fernández          | 13-09-1981    | Spanje              |                           |
| Phillip Gaimon           | 28-01-1986    | Verenigde Staten    | Bissell Pro Cycling       |
| Nathan Haas              | 12-03-1989    | Australië           |                           |
| Lasse Norman Hansen      | 11-02-1992    | Denemarken          | Blue Water Cycling        |
| Ryder Hesjedal           | 09-12-1980    | Canada              |                           |
| Alex Howes               | 01-01-1988    | Verenigde Staten    |                           |
| Benjamin King            | 22-03-1989    | Verenigde Staten    | RadioShack-Leopard        |
| Raymond Kreder           | 29-11-1989    | Nederland           |                           |
| Sebastian Langeveld      | 17-01-1985    | Nederland           | Orica-GreenEdge           |
| Daniel Martin            | 20-08-1986    | Ierland             |                           |
| David Millar             | 04-01-1977    | Verenigd Koninkrijk |                           |
| Lachlan Morton           | 02-10-1992    | Australië           |                           |
| Ramūnas Navardauskas     | 30-11-1988    | Litouwen            |                           |
| Nick Nuyens              | 05-05-1980    | België              |                           |
| Tom-Jelte Slagter        | 01-07-1989    | Nederland           | Belkin Pro Cycling        |
| Andrew Talansky          | 23-11-1988    | Verenigde Staten    |                           |
| Johan Vansummeren        | 04-02-1981    | België              |                           |
| Steele Von Hoff          | 31-12-1987    | Australië           |                           |
| Fabian Wegmann           | 20-06-1980    | Duitsland           |                           |
| Stagiairs                |               |                     |                           |
| Dylan Girdlestone        | 11-10-1989    | Zuid-Afrika         | Bonitas Pro Cycling       |
| Gavin Mannion            | 24-08-1991    | Verenigde Staten    | 5-Hour Energy             |

### Vertrokken
| Renner                | Team 2014                    |
| --------------------- | ---------------------------- |
| Robert Hunter         | Gestopt                      |
| Andreas Klier         | Gestopt                      |
| Michel Kreder         | Wanty-Groupe Gobert          |
| Martijn Maaskant      | Unitedhealthcare Pro Cycling |
| Alex Rasmussen        | Concordia Forsikring-Riwal   |
| Jacob Rathe           | Jelly Belly p/b Kenda        |
| Sebastien Rosseler    | Veranclassic-Doltcini        |
| Peter Stetina         | BMC Racing Team              |
| Christian Vande Velde | Gestopt                      |
| David Zabriskie       | Gestopt                      |

## Overwinningen
Australisch kampioenschap, criterium
Winnaar: Steele Von Hoff
Egmond-pier-Egmond, MTB
Winnaar: Sebastian Langeveld
Ronde van San Luis
1e etappe: Phillip Gaimon
Herald Sun Tour
Proloog: Jack Bauer
1e etappe: Nathan Haas
Parijs-Nice
4e etappe: Tom-Jelte Slagter
7e etappe: Tom-Jelte Slagter
Ronde van Catalonië
Ploegenklassement
Ronde van de Sarthe
4e etappe: Ramūnas Navardauskas
Eindklassement: Ramūnas Navardauskas
Jongerenklassement: Rohan Dennis
Ploegenklassement
Ronde van Californië
3e etappe: Rohan Dennis
Ploegenklassement
ProRace Berlin
Winnaar: Raymond Kreder
Ster ZLM Toer
Puntenklassement: Tyler Farrar
Ploegenklassement
Critérium du Dauphiné
Eindklassement: Andrew Talansky
Litouws kampioenschap
Tijdrit: Ramūnas Navardauskas
Nederlands kampioenschap
Wegrit: Sebastian Langeveld
Ronde van Frankrijk
19e etappe: Ramūnas Navardauskas
Ronde van Utah
4e etappe: Tom Danielson
Eindklassement: Tom Danielson
Ronde van de Ain
1e etappe: Raymond Kreder
USA Pro Challenge
7e etappe: Alex Howes
Ronde van Spanje
14e etappe: Ryder Hesjedal
Ronde van Groot-Brittannië
Eindklassement: Dylan van Baarle
Ronde van Lombardije
Winnaar: Daniel Martin
Ronde van Peking
3e etappe: Tyler Farrar
4e etappe: Daniel Martin
Puntenklassement: Tyler Farrar
Japan Cup
Winnaar: Nathan Haas
Mannen: 2005 · 2006 · 2007 · 2008 · 2009 · 2010 · 2011 · 2012 · 2013 · 2014 · 2015 · 2016 · 2017 · 2018 · 2019 · 2020 · 2021 · 2022 · 2023 · 2024 · 2025
Vrouwen: 2024 · 2025
AG2R-La Mondiale · Astana · Belkin Pro Cycling · BMC Racing Team · Cannondale Pro Cycling Team · Team Europcar · FDJ · Garmin Sharp · Giant-Shimano · Katjoesja · Lampre-Merida · Lotto-Belisol · Team Movistar · Omega Pharma-Quick-Step · Orica-GreenEdge · Team Sky · Tinkoff-Saxo · Trek Factory Racing